# Dominik Schneider (Mediziner)
Dominik Thomas Johannes Schneider (* 1966 in Münster) ist ein deutscher Pädiater mit Schwerpunkt Hämatologie und Onkologie.

## Leben
Dominik Schneider ist der Sohn des Volkswirts Hans Karl Schneider und Gerda Schneider geb. Pirlet. Mit einem Stipendium des Cusanuswerks studierte er Medizin an der Universität Köln, der Julius-Maximilians-Universität Würzburg und der Freien Universität Berlin. 1993 wurde er als Arzt approbiert. 1994 promovierte er in Würzburg zum Dr. med. Von 1995 bis 2007 war er Assistenzarzt, wissenschaftlicher Mitarbeiter und Oberarzt der Klinik für Kinder-Onkologie, -Hämatologie und -Immunologie der Heinrich-Heine-Universität Düsseldorf. 1999 und 2000 war er als Mildred-Scheel-Stipendiat der Deutschen Krebshilfe Research Fellow am Institute of Pediatric Pathology der Johns Hopkins University. 2002 wurde er Max-Eder-Stipendiat der Deutschen Krebshilfe. 2001 erlangte er den Facharzttitel für Kinderheilkunde und Jugendmedizin, 2006 den Schwerpunkt Kinder-Hämatologie und Onkologie. 2003 habilitierte er sich in Düsseldorf für Pädiatrie. Seit 2007 ist er Direktor der Klinik für Kinder- und Jugendmedizin am Westfälischen Kinderzentrum des Klinikum Dortmund. Die Heinrich-Heine-Universität ernannte ihn 2009 zum außerplanmäßigen Professor.
Schneider ist verheiratet und hat zwei Kinder.

## Wirken
Der Schwerpunkt seiner klinischen und wissenschaftlichen Arbeit liegt im Bereich der Kinderonkologie auf den Gebieten der Keimzelltumoren des Kindes- und Jugendalters und den Keimstrang-Stromatumoren (z. B. Granulosazelltumoren, Sertoli-Leydig-Zelltumoren) in Hoden und Eierstock. Er leitet das Register für Seltene Tumorerkrankungen in der Pädiatrie (STEP), unterstützt von der Deutschen Kinderkrebsstiftung.
Schneider ist Herausgeber eines Buches über Rare Tumors in Children and Adolescents. Von 2013 bis 2018 war er im Geschäftsführenden Vorstand der Gesellschaft für Pädiatrische Onkologie und Hämatologie. Er ist Vertreter der Deutschen Akademie für Kinder- und Jugendmedizin (DAKJ) in der verbändeübergreifenden Kommission „ausgezeichnet.FÜR KINDER“ zur Qualitätssicherung in der stationären Behandlung von Kindern und Jugendlichen. Seit 2018 ist Schneider der Sprecher des Konvents für fachliche Zusammenarbeit und Mitglied des Geschäftsführenden Vorstands der Deutschen Gesellschaft für Kinder- und Jugendmedizin (DGKJ).

## Auszeichnungen
- Bundespreisträger Jugend musiziert (1980, 1984)
- Judith-Esser-Mittag Preis der Arbeitsgemeinschaft Kinder- und Jugendgynäkologie (2002)
- Brigid Leventhal Merit Award der American Society of Clinical Oncology (2003)
- Förderpreis der Gesellschaft für Pädiatrische Onkologie und Hämatologie (2003)
- Poster Award (Best Poster Biopathology) der International Society of Pediatric Oncology (2004)